# TRANCE (GRANRODEOの曲)
「tRANCE」（トランス）は、2009年4月22日にLantisより発売された、ロックユニットGRANRODEOの10thシングル。

## 解説
- テレビアニメ『黒神 The Animation』のOPテーマ（後期：第13話 - 22話）。
- カップリングの「ネジレタユガミ」は飯塚が作曲した曲の中でも珍しく、トレモロ・ユニットを搭載したギターを録音に使用した曲である。

## 収録曲
（全作詞：谷山紀章、作曲・編曲：飯塚昌明）
1. tRANCE
2. ネジレタユガミ
3. tRANCE (off vocal)
4. ネジレタユガミ (off vocal)

## 収録アルバム
| 曲名           | アルバムタイトル                | 備考           |
| -------------- | ------------------------------- | -------------- |
| tRANCE         | BRUSH the SCAR LEMON            | 3rdアルバム    |
| ネジレタユガミ | GRANRODEO B‐side Collection "W" | ベストアルバム |